# Лёв, Фридрих Герман
Фридрих Герман Лёв (нем. Friedrich Hermann Loew, 19 июля 1807, Вайсенфельс, Саксония — 21 апреля 1879, Галле, Саксония) — немецкий энтомолог.

## Биография
Изучал в Галле математику, естествознание и филологию, был учителем в Берлине, потом в Познани, в 1841 и 1842 гг. совершил, вместе с Кипертом и Шенборном, путешествие на Восток. 
Лёв известен как выдающийся авторитет по двукрылым; написал ряд работ по разным отрядам насекомых и отдельным группам двукрылых, в том числе важную работу по Cecidomyiidae: «Gallmücken» (Познань, 1850); далее «Beschreibung der europäischer Dipteren» (3 тома, Галле, 1869—73); «Ueber die Dipternfauna des Bernsteins» («Berichte d. Vereins deutsch. Naturforscher», Кенигсберг,1861); в «Horae anatomicae» (Познань, 1841) Лёв изложил ценные данные по анатомии насекомых. Внес вклад в изучение двукрылых балтийского янтаря.